# ロサンゼルス日本文化センター
ロサンゼルス日本文化センター (The Japan Foundation, Los Angeles) は、アメリカ合衆国カリフォルニア州ロサンゼルス市にある文化施設である。運営は国際交流基金が行っており、日本文化を紹介するイベント等を開催する多目的ホール、日本語講座の教室がある。また国際交流基金の事務所が併設されている。

## 沿革
- 1983年、国際交流基金のロサンゼルス事務所がリトル・トーキョーの日米文化会館(JACCC)内に開設。
- 1992年、サンタモニカに移転し、事務所併設のロス･アンジェルス日本語センターを開設。一般開放の図書館を設置し、日本語教育支援を開始。
- 2002年、ダウンタウン (ロサンゼルス)に移転。
- 2012年、ロサンゼルス郡美術館の近く、ミラクルマイル地区に移転。展示・上映等に対応する多目的ホールを設置。日本語講座はセンター内の他、リトル・トーキョーの日米文化会館(JACCC)内でも開講されている。